# Laminacauda defoei
Laminacauda defoei é uma espécie de aranhas araneomorfas da família Linyphiidae encontrada no Arquipélago Juan Fernández.  Esta espécie foi descrita pela primeira vez em 1899, pelo biólogo O.P.-Cambridge.